# Komora (film)

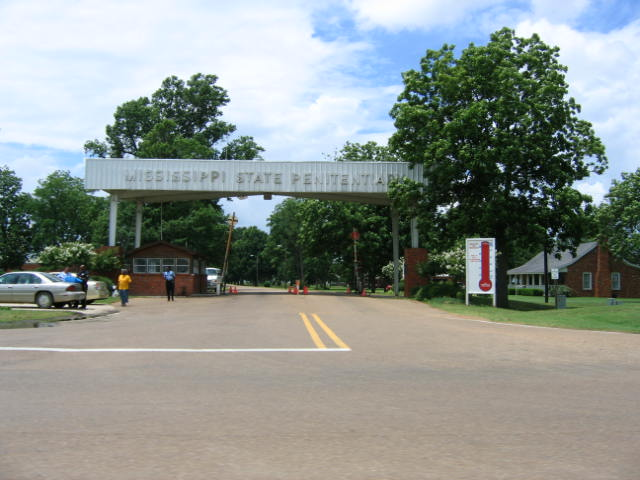
Mississippi State Penitentiary

Komora (ang. The Chamber) – amerykański thriller prawniczy w reżyserii Jamesa Foleya z 1996 roku z Gene’em Hackmanem i Chrisem O’Donnellem w rolach głównych. Ekranizacja powieści Johna Grishama o tym samym tytule opowiada historię Adama Halla, który zostaje adwokatem swojego dziadka, oskarżonego o zabicie przed 30 laty dwóch żydowskich dzieci.

## Opis fabuły
Sam Cayhall znany jest jedynie ze swojego rasizmu i bigoterii. Oskarżony jest o zabicie dwójki dzieci i przesiaduje obecnie w więzieniu w stanie Missisipi. Bronić go chce jego wnuk, Adam Hall. Spotyka się on z więźniem, a następnego dnia w prasie pojawiają się informacje na temat przyjazdu wnuka, który ma zamiar ocalić swojego dziadka, znanego działacza Ku Klux Klanu. Sam jest przeciwny, uważa, że nie potrzebuje obrony. Przy okazji obrony przodka, Adam chce także uleczyć rany po samobójczej stracie ojca. Z czasem okazuje się, że Sam wcale nie jest taki, jak poprzednio przedstawiała mu rodzina i media, a zbrodnia sprzed lat może wyglądać inaczej, niż jest to przedstawiane.

## Obsada
- Chris O’Donnell – Adam Hall
- Gene Hackman – Sam Cayhall
- Faye Dunaway – Lee Cayhall Bowen
- Robert Prosky – E. Garner Goodman
- Raymond J. Barry – Rollie Wedge/Donnie Cayhall
- Bo Jackson – Clyde Packer
- Lela Rochon – Nora Stark
- David Marshall Grant – gubernator David McAllister
- Nicholas Pryor – sędzia Flynn F. Slattery
- Harve Presnell – Roxburgh

## Przyjęcie
Film, przy budżecie rzędu 50 milionów dolarów nie został dobrze przyjęty przez krytykę. Okazał się także porażką finansową, zarabiając jedynie 22,5 mln dolarów (w tym, 14,5 mln dolarów w USA). Polska premiera odbyła się 16 maja 1997 roku dzięki dystrybucji ITI Cinema. Na DVD ukazał się w dystrybucji sklepowej oraz jako dodatek do Dziennika z cyklu Fabryka Sensacji II.
Autor książki, John Grisham, określił film jako "katastrofę". Żałował także, że sprzedał prawa do adaptacji przed zakończeniem pisania książki. Pochwalił jedynie rolę Gene’a Hackmana.